# Rue (Friburgo)
Rue (antiguamente en alemán Rüw, literalmente Calle) es una ciudad histórica y comuna suiza del cantón de Friburgo, situada en el distrito de Glâne. Limita al noroeste con la comuna de Montet (Glâne), al noreste con Ursy, Le Flon y Chapelle (Glâne), al sur con Oron (VD), y al oeste con Auboranges y Ecublens.
Tras las fusiones realizadas en 1993 y 2001, Rue agrupa las antiguas comunas de Rue, Blessens, Promasens y Gillarens, por lo tanto 
- su población es de 1.110 (31.12.2004).
- su superficie es de 1.121 hectáreas.

Rue se encuentra en el itinerario del Camino de Santiago. 

## Historia
Las primeras menciones de Rue datan de 1152, época en que los señores de Rue vivían en el castillo. La fundación de la villa data de entre los años 1264 y 1271. 
Anexión a la bailía de Vaud en 1260, debido a la política de expansión de Pedro II de Saboya. Ocupada por las tropas friburguesas en 1476 junto con Romont, y anexada en 1476. En 1797, la villa es atravesada por la armada francesa, en marcha hacia Friburgo.
- 1993 se fusiona con Blessens
- 2001 se fusiona con Promasens y Gillarens

## Monumentos

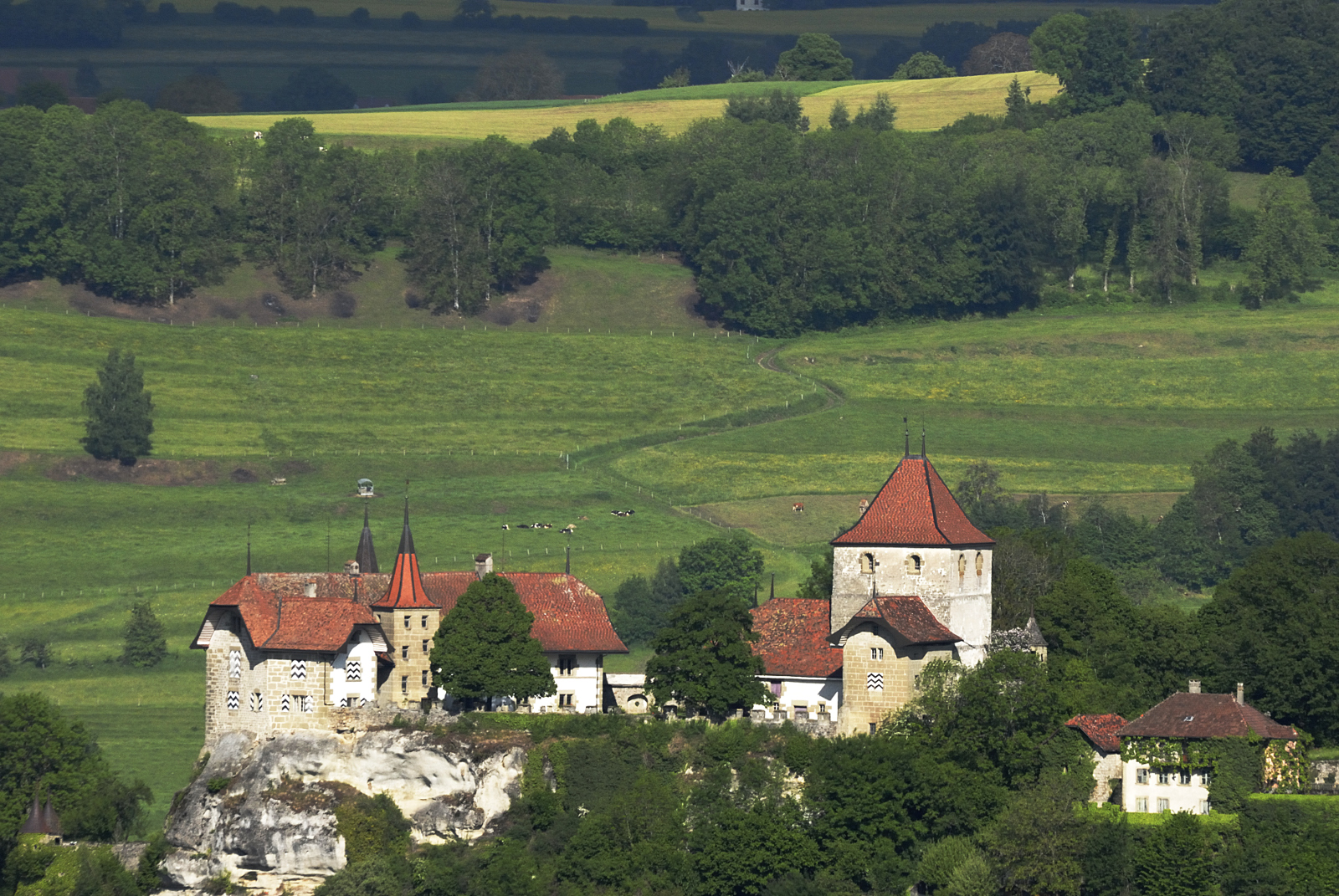
Vista del Castillo de Rue.

- El Castillo de Rue es mencionado por primera vez en 1152, con el nombre de "Castrum Rote". La fortificación es destruida entre los años 1235 y 1237, a excepción de una de las torres. Pedro II de Saboya lo reconstruye entre los años 1260 y 1268. Es destruido nuevamente dos siglos más tarde, en el año 1476, durante las guerras de Borgoña. Es reconstruido entre 1619 y 1763.

- La Chapellenie de Rue (maison Maillardoz)
- Foto de la iglesia de Promasens
- Vista de Promasens y de su iglesia (25 de marzo de 2006).
- "Le Sage de Rue"
- Iglesia Saint-Nicolas

## Transportes
Ferrocarril
Existe una estación ferroviaria en la comuna vecina de Ecublens en la que efectúan parada trenes de cercanías pertenecientes a la red 'RER Vaud'.

## Celebridades
- Jacques Basler, escultor
- René Conus, "Le Sage de Rue", artista y escultor (1909-1979)
- Ferdinand Ferber, aviador francés (1862-1909)